# 둥하이 대교
둥하이 대교(중국어 정체자: 東海大橋, 병음: Dōnghǎi Dàqiáo 동해대교[*])는 중화인민공화국 상하이와 상하이시 남동쪽의 항저우만 해상에 건설된 양산심수항을 연결하는 다리이다. 2002년 6월 26일 착공하여, 2005년에 개통하였다. 북쪽은 난후이 구(중국어 간체자: 南汇区, 정체자: 南匯區, 병음: nán huì qū)의 후루 고속도로(중국어 간체자: 沪芦高速公路, 정체자: 滬蘆高速公路, 병음: Hùlú Gāosùgōnglù 호로 고속공로[*])에 접하고 있다. 세계에서 세 번째로 긴 다리(해상의 다리로서는 2번째)이다.

## 제원
- 총길이：32.5km(해상부 약 25km)
- 도로：왕복 6차선
- 교면의 폭：31.5m
- 설계 수명：약 100년
- 제한 속도：최고 80km/h
- 통행로：4개소
- 통행가능：높이 40m, 폭 400m

## 같이 보기
- 양산심수항
- 항저우만 대교